# はらだみずき
はらだ みずき（男性、1964年 - ）は、日本の小説家。千葉県生まれ。法政大学経済学部卒業。
商社、出版社勤務を経て、2006年『サッカーボーイズ 再会のグラウンド』でデビュー。同作の角川文庫版は『本の雑誌が選ぶ文庫ベスト10』の第10位にランクインした。『帰宅部ボーイズ』幻冬舎は、『本の雑誌』2011年上半期エンターテインメント・ベスト第2位に選ばれる。

## 著書

### サッカーボーイズ シリーズ
- サッカーボーイズ 再会のグラウンド（2006年 カンゼン / 2008年6月 角川文庫 / 2010年3月 角川つばさ文庫）
- サッカーボーイズ13歳 雨上がりのグラウンド（2007年 カンゼン / 2009年6月 角川文庫 / 2011年6月 角川つばさ文庫）
- サッカーボーイズ14歳 蝉時雨のグラウンド（2009年7月 角川書店 / 2011年6月 角川文庫 / 2013年1月 角川つばさ文庫）
- サッカーボーイズ15歳 約束のグラウンド（2011年7月 角川書店 / 2013年6月 角川文庫 / 2013年11月 角川つばさ文庫）
- サッカーボーイズ卒業 ラストゲーム（2013年3月 角川書店 / 2016年6月 角川文庫 / 2016年11月 角川つばさ文庫）
- 名もなき風たち サッカーボーイズU-16（2016年10月 KADOKAWA）
  - 【改題】高校サッカーボーイズ U-16（2019年4月 角川文庫）
- 風の声が聞こえるか サッカーボーイズU-17（2017年10月 KADOKAWA）
  - 【改題】高校サッカーボーイズ U-17（2019年6月 角川文庫）
- 高校サッカーボーイズ U-18（2019年5月 KADOKAWA / 2022年1月 角川文庫）

### 海が見える家
- 波に乗る（2015年1月 小学館）
  - 【改題】海が見える家（2017年8月 小学館文庫）
- 海が見える家 それから（2020年8月 小学館文庫）
- 海が見える家 逆風（2021年9月 小学館文庫）
- 海が見える家 旅立ち（2022年10月 小学館文庫）

### その他の作品
- ヘブンズ・ドア（脚本：大森美香、2009年1月 角川文庫）
- 赤いカンナではじまる（2009年10月 祥伝社）
  - 【分冊・改題】最近、空を見上げていない（2013年11月 角川文庫） - 『赤いカンナではじまる』の3編と新作1編を収録。
  - 【分冊・改題】はじめて好きになった花（2015年12月 祥伝社文庫） - 『赤いカンナではじまる』の2編と新作2編を収録。
- スパイクを買いに（2010年3月 角川書店 / 2014年4月 角川文庫）
- 帰宅部ボーイズ（2011年5月 幻冬舎 / 2014年8月 幻冬舎文庫）
- ホームグラウンド（2012年2月 本の雑誌社 / 2015年4月 角川文庫）
- サッカーの神様をさがして（2012年5月 角川書店 / 2015年8月 角川文庫）
- たとえば、すぐりとおれの恋（2012年8月 祥伝社 / 2016年4月 祥伝社文庫）
- ぼくの最高の日（2013年7月 実業之日本社）
  - 【改題】ようこそ、バー・ピノッキオへ（2017年4月 幻冬舎文庫）
- ここからはじまる（2014年4月 新潮社）
  - 【改題】ここからはじまる―父と息子のサッカーノート―（2014年4月 新潮文庫）
- ムーンリバーズを忘れない（2015年5月 角川春樹事務所）
  - 【改題】ムーンリバーズを忘れない 少年サッカークラブ・ストーリー（2018年6月 ハルキ文庫）
- あの人が同窓会に来ない理由（2015年12月 幻冬舎 / 2018年8月 幻冬舎文庫）
- 銀座の紙ひこうき（2019年8月 中央公論新社）
  - 【改題】会社員、夢を追う（2022年6月 中公文庫）
- やがて訪れる春のために（2020年9月 新潮社）
- 太陽と月 サッカー・ドリーム（2022年7月 小学館）